# Disclaimer (série télévisée)
Pour les articles homonymes, voir Disclaimer.
Disclaimer, ou Révélée au Québec, est une série télévisée écrite et réalisée par Alfonso Cuarón et diffusée depuis le 11 octobre 2024 sur Apple TV+.
Il s'agit de l'adaptation du roman Révélée de l'autrice américaine Renée Knight, publié en 2015 aux États-Unis.

## Synopsis
Catherine Ravenscroft, une célèbre documentariste de télévision, trouve un manuscrit dans sa boîte aux lettres, sans message ni cachet. Elle découvre alors être l'héroïne du roman, où toute sa vie est dépeinte, même son plus grand secret.

## Distribution

### Acteurs principaux
- Cate Blanchett (VF : Isabelle Gardien) : Catherine Ravenscroft
  - Leila George (VF : Audrey Sourdive) : Catherine Ravenscroft, jeune
- Kevin Kline (VF : Guy Chapellier) : Stephen Brigstocke
- Sacha Baron Cohen (VF : Emmanuel Curtil) : Robert Ravenscroft
  - Adam El Hagar : Robert, jeune
- Kodi Smit-McPhee (VF : Martin Faliu) : Nicholas Ravenscroft
- Louis Partridge (VF : Mathieu Spinosi) : Jonathan Brigstocke
- Lesley Manville (VF : Annie Le Youdec) : Nancy Brigstocke
- Indira Varma (VF : Claire Guyot) : la narratrice (voix)

### Acteurs secondaires
- Art Malik : Justin
- Jung Ho-yeon (VF : Olivia Nicosia) : Jisoo
- Liv Hill (en) : Sasha
- Gemma Jones : Helen
- Christiane Amanpour : elle-même

 Source et légende : version française (VF) sur RS Doublage et cartons du doublage français.

## Production

### Tournage
Le tournage de la série a commencé en juin 2022 à Archway, Londres, et s'est terminé en février 2023,.

## Épisodes
Les sept épisodes, numérotés en chiffres romains de I à VII, sont tous scénarisés et réalisés par Alfonso Cuarón, et diffusés hebdomadairement du 11 octobre au 15 novembre 2024 sur Apple TV+.

## Distinctions

### Nominations
- Golden Globes 2025 : 
  - Meilleure mini-série ou du meilleur téléfilm
  - Meilleur acteur dans une mini-série ou un téléfilm pour Kevin Kline
  - Meilleure actrice dans une mini-série ou un téléfilm pour Cate Blanchett